# Lago di Burdur
Il Lago di Burdur (in turco: Burdur Gölü) è un grande lago salato di origine tettonica, situato al confine tra le province di Burdur e Isparta, nel sud-ovest della Turchia. Esso ha un'area di 250 km2 e una profondità massima variamente riportata tra 50 e 110 m. Il livello dell'acqua nel lago è fluttuante. Il lago di Burdur è anche un importante sito umido per molte specie ed è designato come sito di Ramsar. Il lago di Burdur è tra i laghi più grandi e profondi della Turchia, situato nella regione del Distretto dei Laghi nell'Anatolia sud-occidentale, all'interno di un bacino chiuso. Il suo bacino idrografico è di 6150 km². La profondità media è di 40 m e quella massima di 68 m. La superficie massima è di 140 km². Il lago si trova a 854 m di quota. Esso è salato e altamente alcalino (pH 9,5) e non congela mai. Il lago di Burdur è uno dei laghi più profondi della Turchia. A causa della quantità di solfato di sodio e del contenuto di cloro presente nel suolo, nel lago non sono presenti piante acquatiche. Poiché il lago non ghiaccia in inverno, esso funge da rifugio invernale per gli uccelli. L'ecosistema del lago è minacciato dalla presenza di un complesso industriale e di un aeroporto vicino alla sponda settentrionale. La diminuzione dei livelli idrici (a causa della costruzione di dighe a monte e a cause sconosciute), l'aumento della sedimentazione (causata dall'erosione del bacino idrico), l'inquinamento organico (proveniente dalla lavorazione degli alimenti e dal trattamento delle acque reflue) e gli effluenti inorganici (prodotti da una miniera di zolfo) rappresentano minacce a lungo termine per l'integrità del lago. Dal 1975 al 2002 il livello dell'acqua è diminuito a causa della costruzione di dighe e stagni nel bacino idrografico, risultando nella perdita del 27% della superficie lacustre nel corso di 27 anni. Oggi l'area lacustre oscilla tra 140 km² e 153 km².